# أوباما (فوكوي)
مدينة أوباما (باليابانية: 小浜市) هي مدينة يابانية تقع في محافظة فوكوي. تطل على خليج واكاسا وتبعد من أربع إلى خمس ساعات بالقطار من العاصمة طوكيو.

## الاقتصاد
تعتمد المدينة أساسا على الصيد كصنعة رئيسية لسكانها.

## العلاقة مع باراك أوباما
حظيت المدينة باهتمام كبير بسبب تشابه اسمها مع اسم الرئيس الأمريكي باراك أوباما، كما استفاد بعض قام بعض سكان هذه المدينة بوضع صوره في أغلب المطاعم والأماكن العامة.

## توأمة

### مدن أخوة
- نارا، نارا، اليابان
- كاواغويه، سايتاما،  اليابان

### مدن صديقة
- شيان،  الصين
- فوجينوميا،  اليابان

## وصلات خارجية
- موقع مدينة أوباما